# Ringwall Dreibornskopf
Der Ringwall Dreibornskopf ist eine abgegangene Ringwallanlage im Taunus in der Gemarkung Kiedrich nahe dem Schlangenbader Ortsteil Hausen vor der Höhe im hessischen Rheingau-Taunus-Kreis. Eine Datierung der Anlage ist aufgrund der unklaren örtlichen Darstellung, wie auch dem Fehlen von Funden bis heute nicht möglich.

## Geographische Lage

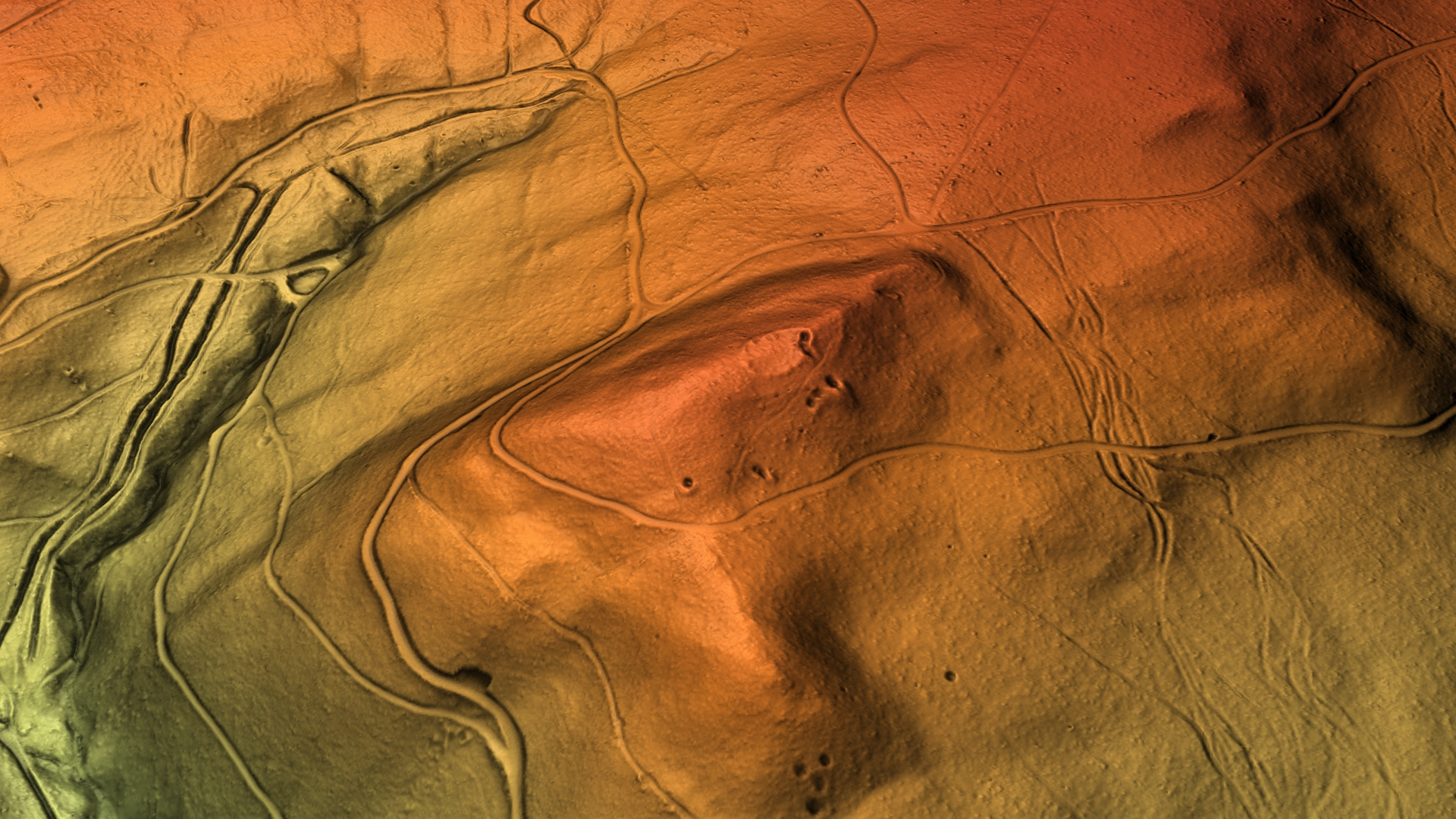
Digitales Reliefbild des Geländes am Dreibornskopf (Gipfel in Bildmitte)

Der Ringwall liegt im Taunusteil Rheingaugebirge innerhalb des Naturparks Rhein-Taunus im Kiedricher Gemeindewald – etwa 1,7 Kilometer südöstlich von Hausen und 4 km nordnordwestlich von Kiedrich. Er nimmt den 800 Meter südwestlich des Rheinhöhenwegs zu findenden und 498 m ü. NHN hohen Nebengipfel der Dreibornsköpfe ein. Über Waldwege sind es von hier 1700 Meter bis zu dem 514 m hohen Pass an der Förster-Bitter-Eiche und bis zur als Landesstraße 3035 ausgebauten alten Straße, die hier vom oberen Rheingau über den Taunushauptkamm zum Wispertal führt.

## Erkundung und Beschreibung
Zwischen 1904 und 1908 führte der Frankfurter Archäologe Christian Ludwig Thomas Erkundungen durch. Funde oder auch Wallschnitte gab es allerdings nicht, weswegen eine Datierung des Ringwallanlage bis heute nicht möglich ist.
Es handelt sich um eine kleine Doppelringwallanlage. Nur der ovale Innenring mit einer Länge von 56 m und einer Breite von 35 m zeichnet sich noch ab. An der Nordwestseite wurde im Rahmen der Untersuchungen unter Christian Ludwig Thomas ein Tor gefunden. Der Außenwall nähert sich einer Kreisform an. Der genaue Verlauf ist aufgrund der Zerstörungen nicht mehr feststellbar. Aus gleichem Grund ließen sich keine Hinweise auf eine Toranlage feststellen. Offensichtlich waren teilweise Felsklippen in den Außenwall einbezogen. Nach Nordosten hin führt ein flach ansteigender Bergrücken zu den Dreibornsköpfen, was annehmen lässt, dass von dort aus der Zugang zur Anlage angelegt war; die anderen Bergflanken unterhalb des Walls fallen mäßig bis steil zum Sillgraben ab.

## Denkmalschutz
Der Burgstall der Wallanlage ist ein Bodendenkmal nach dem Hessischen Denkmalschutzgesetz. Nachforschungen und gezieltes Sammeln von Funden sind genehmigungspflichtig, Zufallsfunde an die Denkmalbehörden zu melden.

## Sage vom Geisterwein
Eine lokale Sage erzählt davon, dass sich unterhalb der Anlage unsichtbare Keller erstrecken sollen, in denen die Geister römischer Legionäre hausen sollen. Nach der Varusschlacht soll der Cherusker Hermann selbst die Römer bis an die Wisper verfolgt und hier aufgerieben haben.
Die Geister dieser Legionäre steigen der Sage nach im November in voller Montur aus dem Keller in die Weinberge, stoppeln dort die letzten verbliebenen Trauben und keltern hieraus Wein. Verirrt sich ein Mensch in dieser Zeit in den Heidekeller, wird er von den Geistern betrunken gemacht, irrt die Nacht herum und vergisst die Zeit.

## Galerie

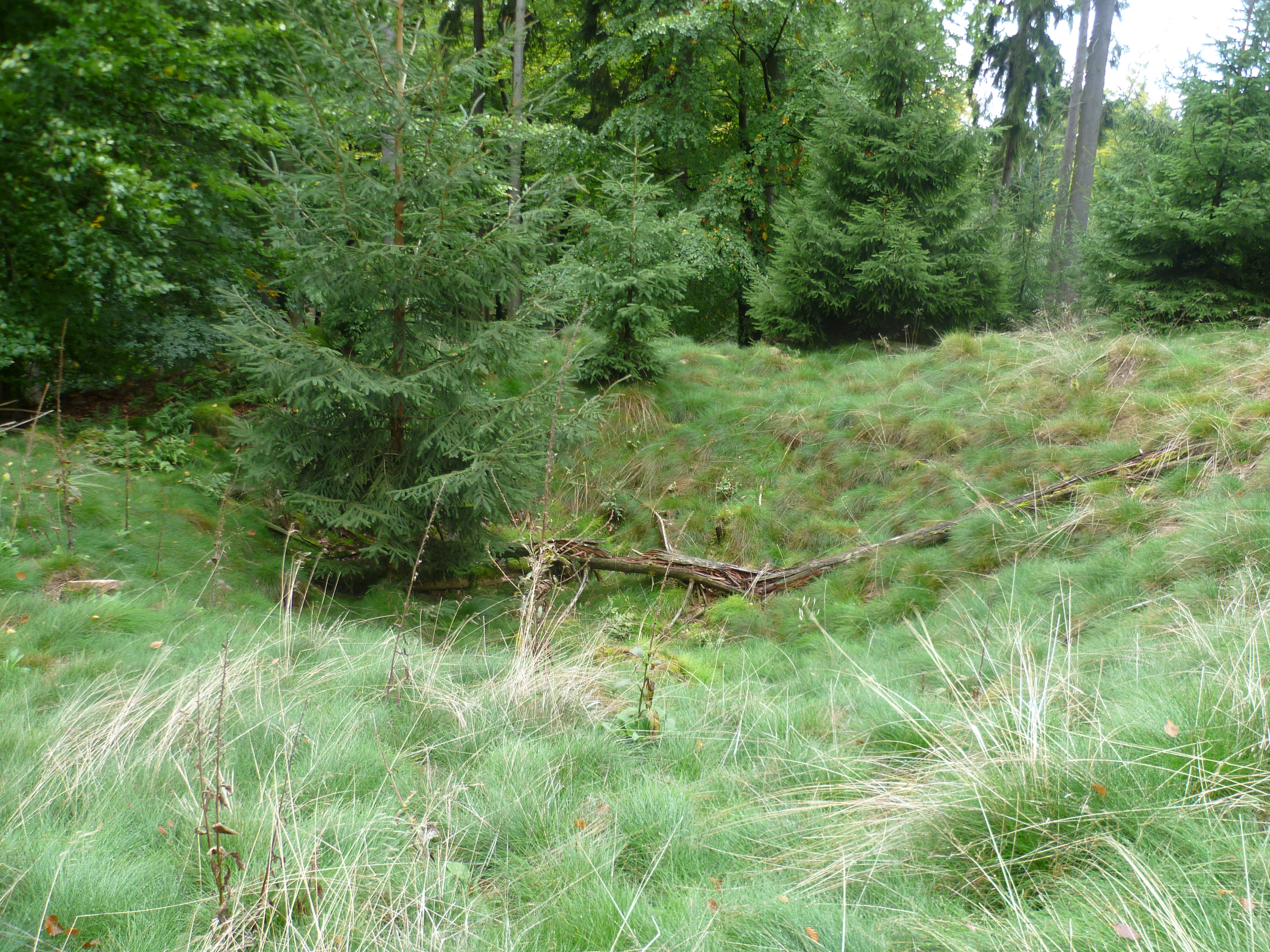
Im Westen der Anlage findet sich ein vermuteter Wasserfang
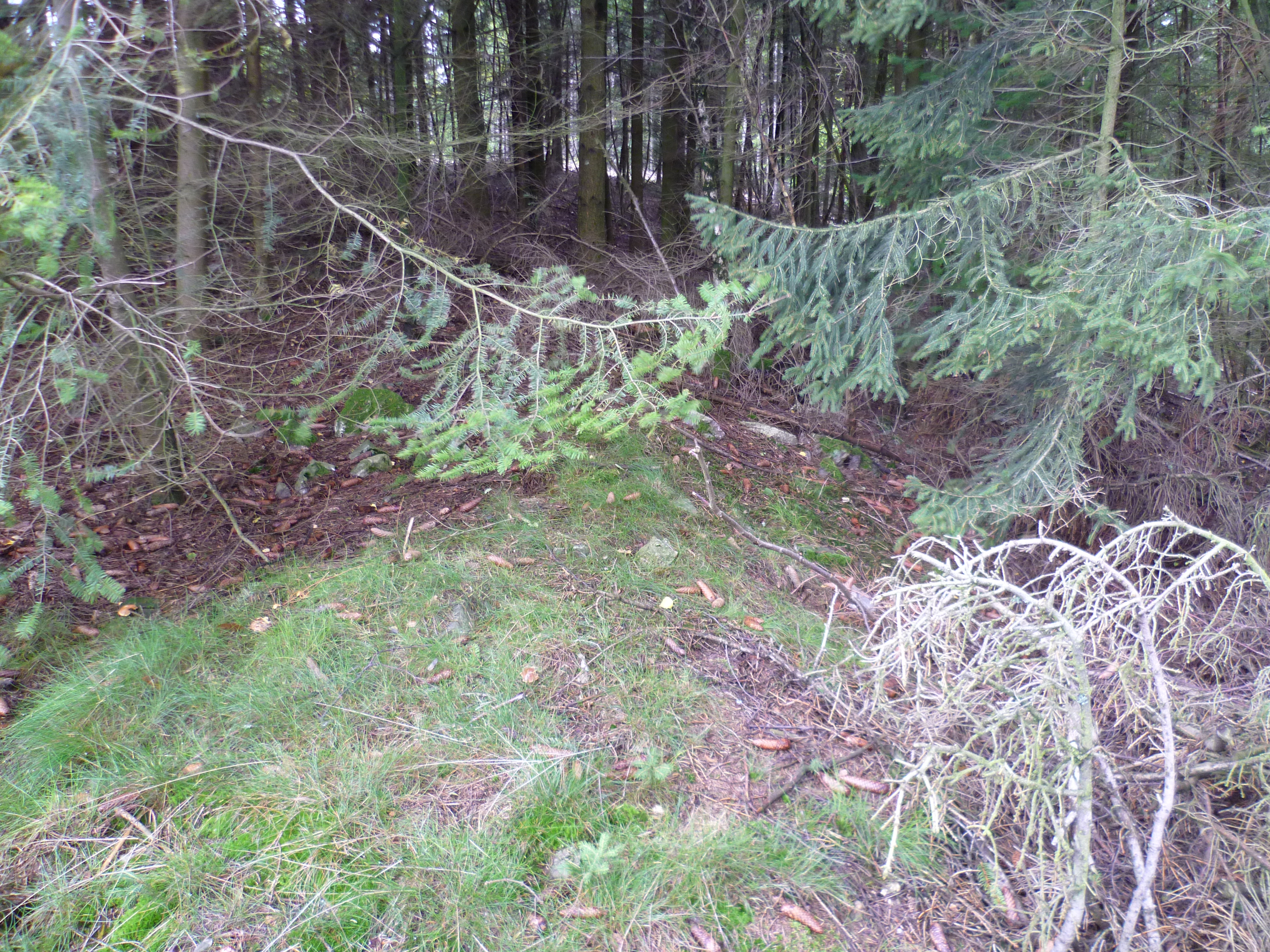
Sich schwach im Nordbereich abzeichnender Teil des Innenwalls